# Kultura Paracas
Predinkovska kultura Paracas je živela v obdobju od leta 600 pr.n.št. do 200 n.št. in je vplivala na življenje na območju današnje regije Ica v Peruju. Razvila se je na polotoku Paracas, ki sodi danes pod okrožje Pisco. Največ informacij o kulturi Paracas je odkril arheolog Julio C. Tello, ki je svoja prva odkritja našel leta 1925. Najprej je našel 39 jam z ostanki mumij zavitih v odeje s pridatki fine keramike, lovskimi pripomočki, kožami in hrano.
Leta 1927 je bilo najdeno še drugo grobišče, kjer so našli 429 izsušenih mumij zavitih v več slojev ogrinjal, med njimi čudovite mrežaste tkanine, ki so danes shranjene v muzeju v Limi. 

## Odkritja

### Pokopi
Paracas Cavernas so velika podzemna grobišča najdena v rdečem porfirju na hribu imenovanem Cerro Colorada, v katerih so našli ohranjene mumije zavite v luksuzne tkanine različnih vrst tkanj. V nekaterih primerih so bili vodje izkopani, verjetno za ritualne namene in kasneje ponovno zakopani. Zaradi zelo suhe klime v peščenih tleh, so bili grobovi dobro ohranjeni. Arheološke ostaline najdene v Cerro Colorado vsebujejo mumije moških in žensk različnih starosti, postavljenih v položaj zarodka. Najprej so bile mumije najdene v skupnih grobovih, izkopanih v obliki jam. V drugi fazi so našli mumije pokopane neposredno v zemljo. Vsak pokojnik je bil zavit v sveženj tekstila v sedečem položaju, obrnjen proti severu čez zaliv Paracas. Pridatki so bili keramika, živila, košare in orožje. Pokojnik je bil prevezan z vrvico, da se je držal v sedečem položaju, nato pa zavit v številne zapletene plasti tekstila, bogato okrašenega in fino tkanega.

### Medicina
Njihovo znanje medicine je bilo napredno, kar je razvidno iz ostankov kirurških operacij (trepanacij) na možganih (craneal trepanations) ljudi, ki so preživeli. Za tak poseg so uporabljali nože iz obsidiana ali srpasta rezila iz mešanice zlata in srebra, skalpele in pincete. Prav tako so uporabljali bombaž, gaze in povoje. Oblikovali so krožno odprtino in jo kasneje zaprli z zlatimi ploščicami ali drugim materialom. Znanstveniki si niso enotni zakaj so izvajali take operacije, sklepa pa da za zdravljenje zlomov kosti pri padcih, za lajšanje glavobolov in zdravljenje duševnih bolezni s pomočjo magičnih postopkov. 
Uporabljali so tudi način deformacije lobanje še živih ljudi in jim s tem podaljšali oziroma preoblikovali glavo.

### Umetnost
Njihova umetnost v tekstilu je med najboljšimi med vsemi starodavnimi kulturami. Uporabljali so volno vikunj ali bombaž. Tkanje je bilo raznovrstno, uporabljali so veliko barv, živalske like, antropomorfne in geometrične oblike ter včasih v tkanje vključevali tudi človeške lase, rastlinska vlakna in perje. Poleg barvanja so poznali tudi vezenje. Najlepše so bile najdene v nekropoli Paracas.
Keramični izdelki kulture Paracas so dosegli izjemen razvoj in vplivali tudi na kulturo Chavin in kulturo Nazca. Keramika je bila enostavnih oblik, poslikana z veliko barvami in risbami. Uporabljene barve so večinoma črna, rdeča, zelena in rumena. Vrhunec so bile steklenice z dvojnim vratom, od katerih so enega nadomestili z oblikami glav ptic ali živali, poslikane pa so bile z antropomorfnimi liki. Zanimivi so tudi krožniki, skodelice in steklenice z enim vratom. Njihova keramika je bila narejena brez kemikalij in pečena v zaprtih pečeh. V nekropoli Wari Kayan so našli zelo lepe in navadne izdelke iz keramike, nekatere z belimi in rdečimi listi, druge z žgano dekoracijo.

### Gospodarstvo
Gospodarstvo kulture Paracas je temeljilo na kmetijstvu in ribištvu. Bili so strokovnjaki za upravljanje z vodami v puščavah, gradili so umetne kanale za namakanje in uporabljali gvano za gnojilo.

### Arhitektura
O zgradbah kulture Paracas niso našli sledi z izjemo v spodnji dolini Ica, kjer sta bili dve glavni naselji: Ánimas Altas in Ánimas Bajas. Obe naselji sta bili blizu skupaj in sta se raztezali na okoli 60 hektarjih.
Ánimas Altas je imel površino 100 hektarjev in visok obrambni zid. Zgradbe so bile zgrajene iz plasti slame in zemlje. Našli so 13 struktur. Nekatere so imele stene okrašene v področju kapi. Vzorec predstavlja mačke.